# Ла-Пинтада (Колумбия)
Ла-Пинтада (исп. La Pintada) — город и муниципалитет на западе Колумбии, на территории департамента Антьокия. Входит в состав субрегиона Юго-западная Антьокия.

## История
Поселение из которого позднее вырос город было основано 17 марта 1817 года. Муниципалитет Ла-Пинтада был выделен в отдельную административную единицу в 1997 году.

## Географическое положение

Муниципалитет Ла-Пинтада

Город расположен в южной части департамента, на берегах реки Каука, на расстоянии приблизительно 50 километров к югу от Медельина, административного центра департамента. Абсолютная высота — 660 метров над уровнем моря.

Муниципалитет Ла-Пинтада граничит на севере и востоке с муниципалитетом Санта-Барбара, на северо-западе — с муниципалитетом Фредония, на западе — с муниципалитетом Тамесис, на юго-западе — с муниципалитетом Вальпараисо, на юго-востоке — с территорией департамента Кальдас. Площадь муниципалитета составляет 55 км².

## Население
По данным Национального административного департамента статистики Колумбии, совокупная численность населения города и муниципалитета в 2012 году составляла 6720 человек.
Динамика численности населения муниципалитета по годам:
| 2005 | 2006 | 2007 | 2008 | 2009 | 2010 | 2011 | 2012 |
| ---- | ---- | ---- | ---- | ---- | ---- | ---- | ---- |
| 7066 | 7022 | 6962 | 6921 | 6868 | 6821 | 6776 | 6720 |

Согласно данным переписи 2005 года мужчины составляли 50,3 % от населения Ла-Пинтады, женщины — соответственно 49,7 %. В расовом отношении негры, мулаты и райсальцы составляли 56,2 % от населения города; белые и метисы — 43,8 %.
Уровень грамотности среди всего населения составлял 82,6 %.

## Экономика
Основу экономики Ла-Пинтады составляют сельскохозяйственное производство и туризм.

54,8 % от общего числа городских и муниципальных предприятий составляют предприятия торговой сферы, 37,1 % — предприятия сферы обслуживания, 5,3 % — промышленные предприятия, 2,8 % — предприятия иных отраслей экономики.